# 宣福禮

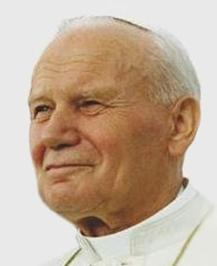
教宗若望保祿二世宣福的人數多過於前任教宗，而他自己也在死後六年，即2011年的救主慈悲主日前夕被封為真福者

宣福禮（拉丁語：Beatificatio，受祝福的），又稱為宣福、列真福品、列福式，是天主教會追封已過世人的一種儀式，用意在於尊崇其德行，認定其信仰足以升上天堂。天主教徒相信，以真福者的名號禱告，真福者將會為祈祷者向天主代禱，會有更好的成效。
經過宣福禮之後，此人可以享有真福者、或真福品（拉丁語：Beato）的稱號，其位階僅次於聖人。

## 歷史
過去，認證某人成為真福者的權力屬於主教，任何一個地方主教都可以進行認證及宣告。教宗烏爾巴諾八世於1634年7月6日發布宗座憲令，將認證及宣告的權力收歸聖座。

## 資格
宣福禮為封聖的第三個階位。在1983年後，可敬者要進一步成為真福者，最少要有一個被天主教會認證過的神蹟。天主教會的認證過程在私下進行，不對外揭露其標準及內容。但是如果是為天主教信仰而殉道的人，就不受這個限制，他們「因為信仰而被憎恨」（拉丁語：in odium fidei），已經證明了他們的信仰聖潔。

## 外部連結
- List of all Blesseds in the Catholic Church（页面存档备份，存于） by GCatholic.org.